# Рынок Махане-Иегуда

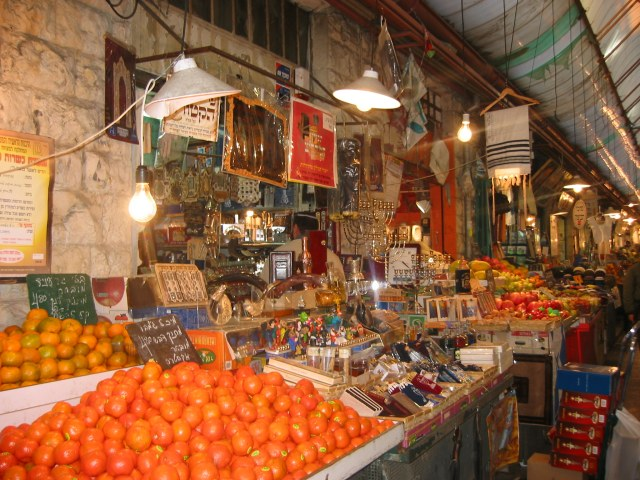
Яффские апельсины и иудаика на Махане-Иегуда.

Рынок Махане-Иегуда (ивр. שוק מחנה יהודה‎, Шук махане ехуда, дословно — «лагерь колена Иегуды» ; часто Ма́хне йехуда), часто называемый просто «Шук» («Рынок») — торговая территория (изначально на открытом воздухе, однако теперь как минимум частично крытая) в Иерусалиме. Популярные как среди местного населения, так и у туристов, более 250 работающих на рынке торговцев продают свежие фрукты и овощи; печёные продукты; рыбу, мясо и сыры; орехи, семена и приправы; вина и напитки; одежду и обувь; а также домашнюю утварь, текстиль и иудаику.
Внутри рынка и вокруг него расположены прилавки с фалафелем, шаурмой, киббехом, кебабом, шашлыком, кнафе, пахлавой, халвой, зульбиёй и иерусалимской смесью, соковые бары, кафе и рестораны. Колорита и суматохи рынку добавляют торговцы, выкрикивающие прохожим свои цены. По четвергам и пятницам рынок заполнен покупателями, запасающимися к Шаббату — вплоть до вечера пятницы, когда звук рога оповещает о том, что рынок закрывается на время Шаббата. В последние годы 'шук' превратился в ещё один центр ночной жизни Иерусалима, с ресторанами, барами и живой музыкой.
Рынок Махане-Иегуда ограничен Яффской дорогой с севера, улицей Агриппы с юга, улицей Бейт-Яаков с запада и улицей Всемирного еврейского союза с востока. Сам рынок включает в себя две большие улицы: улицу Эц-Хаим (крытый рынок) и улицу Махане-Иегуда (рынок на открытом воздухе). Эти две пересекают меньшие улицы, которые все носили имена по названиям фруктов и орехов, — улица Афарсек (персик), улица Агас (груша), улица Эгоз (грецкий орех), улица Шакед (миндаль), улица Шезиф (слива), улица Тапуах (яблоко) и улица Тут (ягода), — пока муниципалитет не изменил название улицы Агас на Яаков Элияху Банаи.
Менеджмент Махане-Иегуда, в который входят представители разных категорий торговцев, осуществляет надзор за развитием рыночного бизнеса, в диалоге с иерусалимским городским управлением, Министерством здравоохранения и другими правительственными учреждениями.

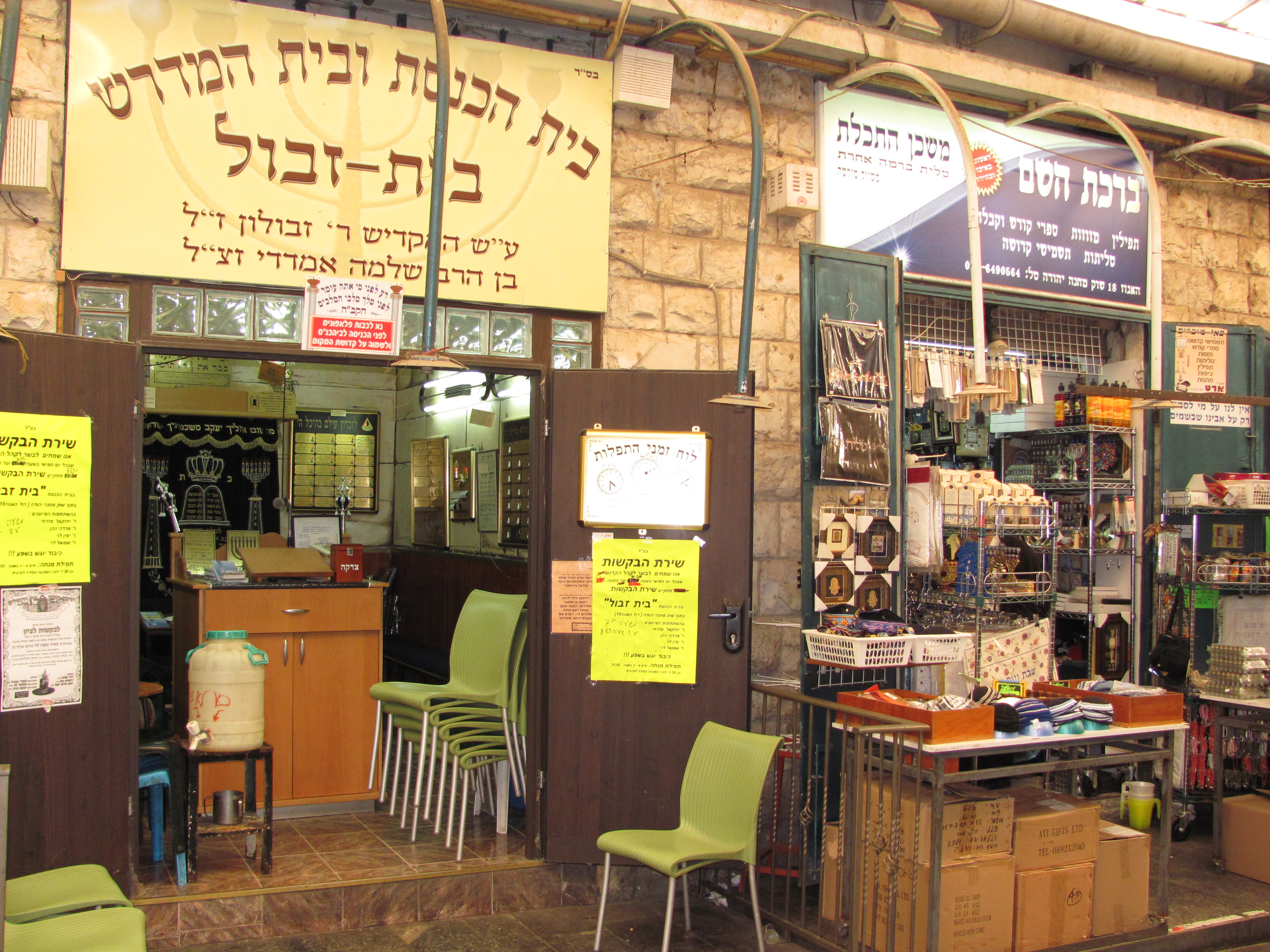
Беит Звул, синагога перед магазином.

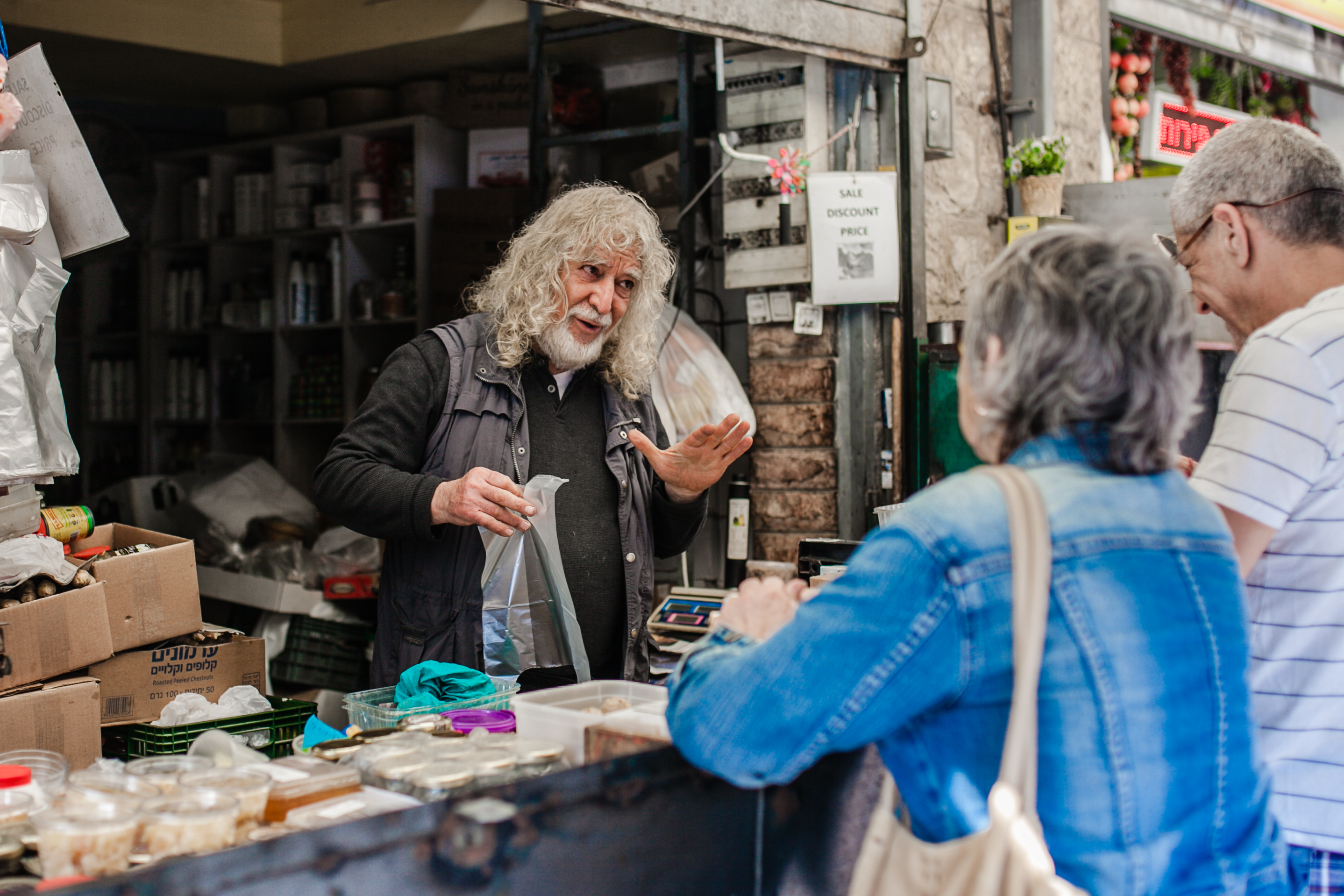
Продавец на рынке

## История
Квартал Махане-Иегуда был основан в 1887 году, и состоял из 162 домов. Он был основан тремя деловыми партнёрами — Йоханнесом Фрутигером (немецкий протестант и владелец крупнейшего банка в Палестине), Шаломом Конструмом и Йосефом Навоном — и был назван в честь брата Навона, Йехуды. Он вплотную примыкал к другому новому кварталу, Беит Яаков, основанному в 1885 году.
В конце XIX века на пустом участке между двумя кварталами, принадлежавшем сефардской семье Валеро, был основан рынок; этот рынок был известен, как Шук (рынок) Беит Яаков. Здесь арабские торговцы и феллахи продавали свои товары жителям, проживавшим вне Старого города. С ростом новых кварталов за пределами Старого города, рынок Беит Яаков рос по мере появления новых прилавков, палаток и павильонов.
При оттоманском правлении рынок расширялся хаотично, и санитарные условия ухудшались. В конце 1920-х годов власти Британского мандата выгнали всех торговцев и построили постоянные прилавки и навесы. Впоследствии рынок получил известность как рынок Махане-Иегуда — по наименованию большего квартала.
В 1931 году двадцатью торговцами, которым ранее принадлежали лишь временные деревянные прилавки на этой территории, к западу от рынка была построена новая секция. Позже она получила название «Иракский рынок», поскольку там купили магазины многие торговцы — выходцы из иракских евреев. Сегодня Иракский рынок расположен в стороне от улицы Махане-Иегуда.

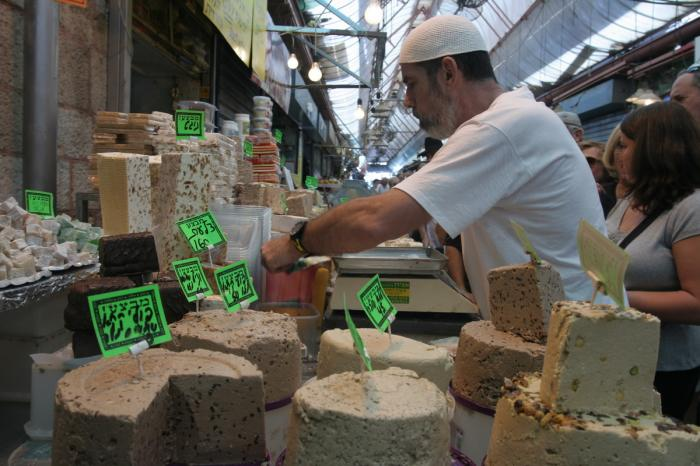
Продавец халвы раскладывает свои товары.

В 2000-х годах на рынке Махане-Иегуда была проведена масштабная реконструкция, включая инфраструктурные работы, замену мостовых и перекрытие некоторых открытых участков. Совет директоров рынка приложил усилия, чтобы осуществить хотя бы некоторые из этих изменений в ответ на падение числа посетителей после того, как в 1997 и 2002 годах 23 человека стали жертвами террористических атак. Изменения, осуществлённые по инициативе Совета, включали в себя ремонт улиц и аллей — но также и усилия по привлечению кафе и бутиков, дабы они соблазнили больше клиентов из числа представителей среднего класса, которые могли бы стать постоянными покупателями. По словам председателя Ассоциации торговцев Махане-Иегуда Эли Мизрахи, в то время как раньше покупатели приходили, чтобы приобрести продукты, «новому поколению» нужно такое место, где предлагаются развлечения, где можно посидеть и выпить чашку кофе, и где можно купить подарки.
В середине 2000-х годов на рынке и вокруг него стали появляться эфиопские продавцы продуктов. Кроме того, среди розничных прилавков рынка начало появляться большое количество «стильных магазинов и кафе». К числу новых «не-ближневосточных» ресторанов относятся такие заведения общепита, как «Pasta Basta», специализирующийся на итальянских блюдах на основе пасты; «Fish and Chips», описанный в одном путеводителе, как «единственный бар с рыбой и чипсами в Иерусалиме»; и вегетарианский ресторан «Ха’Агас 1». К другим недавним дополнениям к прилавкам рынка относятся эспрессо-бар, магазины «hip jewelry» и «бутики» дизайнерской одежды. В одном только 2007 году открылось три новых магазина дизайнерской одежды.

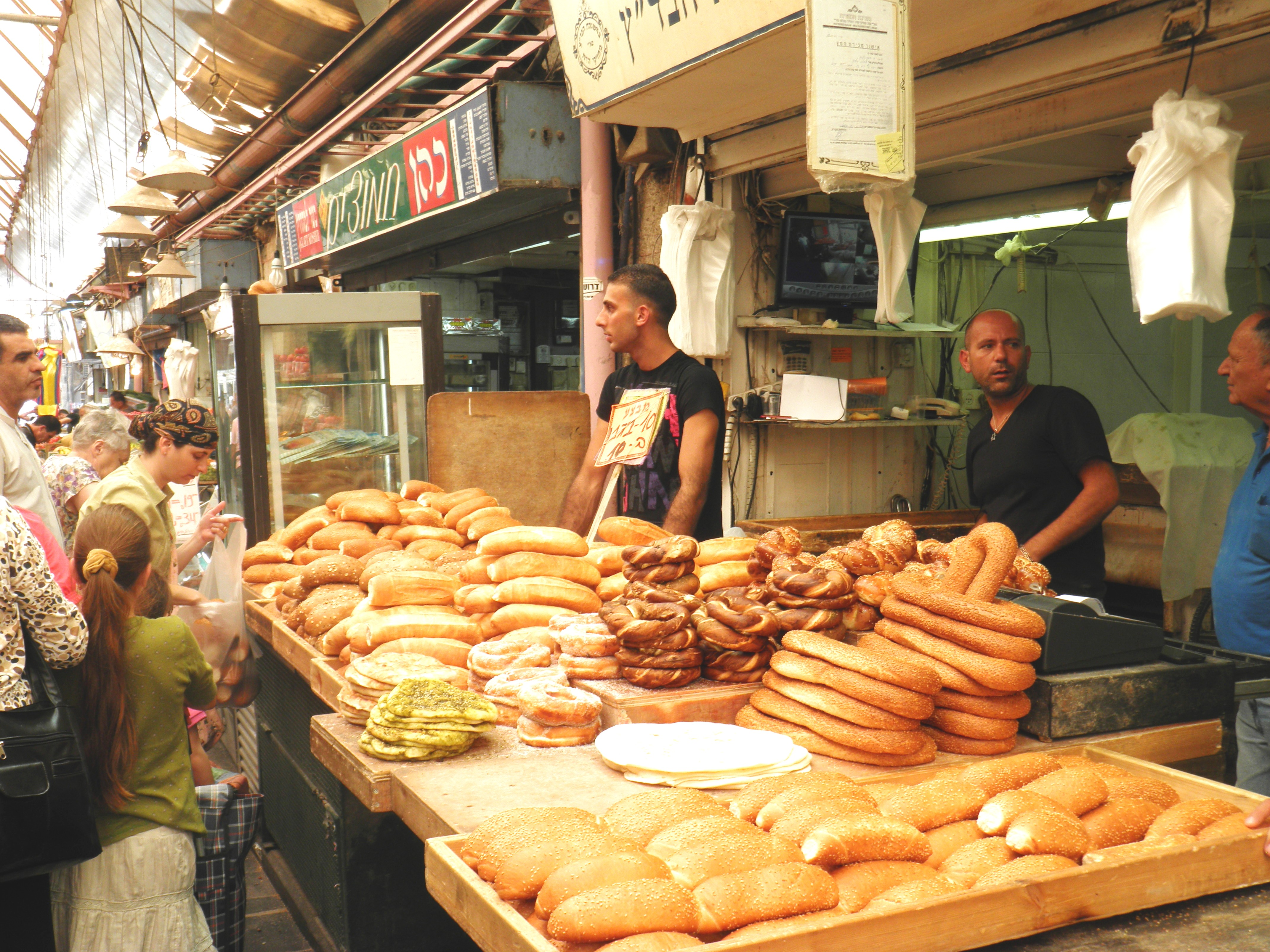
Продавец хлеба и питы

Перемены на рынке трансформировали эту территорию в «ночную площадку» — включая бары, предлагающие специальные напитки, живую музыку и певцов. Происходящие изменения столь значительны, что статья в Jerusalem Post включила один из рыночных ресторанов в пятёрку лучших в городе ресторанов для романтических свиданий. Рынок также принимает у себя специальные мероприятия — такие, как «запущенный» в 2010 году фестиваль танца и музыки «Balabasta», привлекающий большие толпы, которые задерживаются до позднего вечера, на той территории, которая раньше была пустынной. В рамках ежегодного фестиваля проходят уличные представления, художественные выставки, кукольные шоу и события, связанные с представленными на рынке продуктами — такие, как соревнования по поеданию чили и мастер-классы по вырезанию из сельскохозяйственных продуктов.
В то время как некоторые сторонники перемен на рынке утверждают, что «оживший» шук, в действительности, помог вдохнуть жизнь в весь город, другие относятся к переменам с меньшим энтузиазмом, отмечая, что цены на недвижимость по сравнению с 2000-ми годами выросли вчетверо, что «выдавило» многие из более старых магазинов (как, например, овощные и рыбные), которые были изюминкой рынка. Последние опасаются, что приход сетевых магазинов является «частью глобального феномена, который может стереть с лица земли местную культуру».

## Туризм

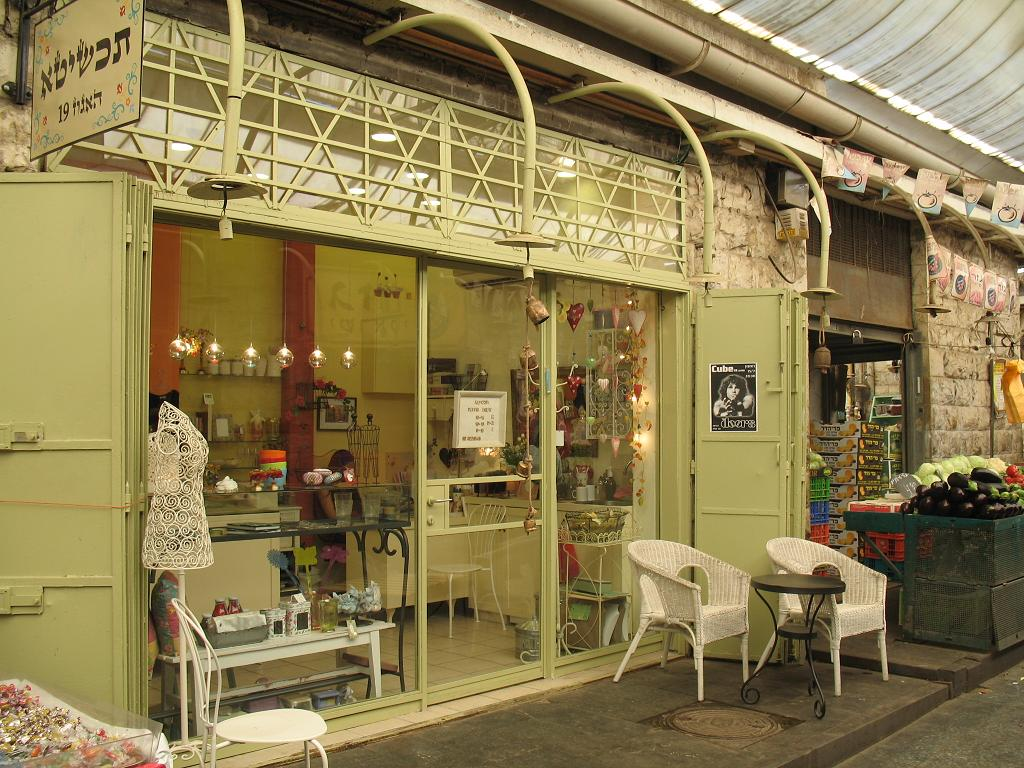
Бутик на рынке.

Иерусалимский муниципалитет инвестировал миллионы в модернизацию центра Иерусалима и создание множества пешеходных торговых центров, чтобы развить коммерцию, туризм и культуру. Мэр Иерусалима Нир Баркат сказал: «Мы осознали, что, если мы хотим увеличить нашу долю рынка туризма и количество времени, проводимое людьми в Иерусалиме, то ключ к решению задачи — ночная жизнь». В рамках этой стратегии, в последние годы в аллеях рынка Махане-Иегуда открылось много баров и ресторанов, для привлечения молодых и разборчивых клиентов.
У рынка имеется «интерактивный веб-сайт» на иврите и ещё один, на английском, на которых размещены статьи, фотографии, реклама и карты. Веб-сайт возник по инициативе трёх фирм, связанных с организацией развлечений и туризма в Иерусалиме: GoJerusalem.com, More Tourism & Gastronomy, и Action Packed Media. Кроме того, в некоторых из магазинов рынка клиентам теперь доступен бесплатный Wi-Fi доступ к интернету.
Помимо самостоятельной экскурсии, всё больше туров по Иерусалиму включают в свои маршруты посещение рынка — в том числе, специальный «кулинарный тур по рынку», предлагаемый постояльцам близлежащего «Abraham Hostel», в рамках которого для членов группы сначала проводится экскурсия, а затем они покупают продукты, которые приносят обратно в хостел и используют для «практического урока по приготовлению классических вегетарианских ближневосточных блюд».

### Стенная роспись
В 2015 году металлические ставни магазинов стали достопримечательностью нерабочих часов, поскольку их заполнили произведения спрей-арта уличного художника Соломона Сузы. В 2011 году в рамках спонсировавшегося городом проекта «Tabula Rasa» была оказана поддержка городской живописи, украсившей стены, бетонные поверхности, и даже мусорные баки рынка. Куратор проекта, уличный художник Итамар Палог, привлёк около 30 других художников из городских школ живописи и фотографии — включая Бецалель, Хадасса и Мусрара — вдобавок к местным скульпторам, рисовальщикам, фотографам и разнообразным художникам, включая уличных. Мэр Иерусалима Нир Баркат отметил, что проект является совместным предприятием торговцев, Студенческого Союза и муниципалитета. Баркат подчеркнул, что Махане-Иегуда стал больше, чем рынком: это важная часть городского публичного пространства — и часть уникальная, благодаря тому, как евреи и арабы бок о бок торгуются и делают покупки на его переполненных аллеях и улицах.

## Клиентура
Сложившаяся на рынке смесь магазинов и ресторанов, в число которых входят как кошерные, так и халяльные заведения, привлекает местных жителей и туристов, израильтян из Иерусалима и других частей страны, богатых и бедных, молодых и старых, религиозных и светских, евреев и не-евреев, включая членов арабского сообщества. Согласно оценкам, шук еженедельно посещают 200000 человек. На фоне часто ярко выраженных напряжений между различными этническими, религиозными и социальными группами, шук называют «национальным сокровищем».

## Рабочие часы
Хотя некоторые рестораны и кафе на территории Махане-Иегуда остаются открытыми в Шаббат и поздно ночью, обычно торговцы продуктами питания следуют такому расписанию: с 8:00 до 19:00 с воскресенья по четверг, а в пятницу — с 8:00 до, примерно, 15:00. Развлекательные точки, которые всё же продолжают работать поздно ночью, как правило, обязаны соблюдать городской запрет громкой музыки после 23:00 — за исключением Дня независимости Израиля, единственного дня в году, когда запрет снимается.

## Транспорт
Рынок обслуживается несколькими автобусными линиями со стороны Агриппы, и у Иерусалимского скоростного трамвая имеется остановка Махане-Иегуда на Яффской дороге напротив рынка. Новая остановка скоростного трамвая появилась в связи как с возрождением рынка, так и с планируемыми изменениями на прилегающей к нему территории.

## Выдающиеся жители и бизнесы
Улица ХаАгас, 1

Эхуд Банай

Здание над овощным магазином

Пустует теперь

Стены голы и обшарпаны

И всё же раскачиваются, поглощённые

Воспоминаниями о празднествах,

О душистом жасмине

О старой мелодии, что звенит

Призывая на пир
В южном конце рынка, — по адресу ХаАгас, 1, — поначалу проживало первое поколение семьи артистов и музыкантов Банай. В 2000 году иерусалимский муниципалитет переименовал эту улицу, назвав её Элияху Яаков Банай — в честь патриарха семьи. (Дом № 1 по улице ХаАгас получила новый номер, а именно № 13 по улице Элияху Яаков Банай.) Член этой семьи Эхуд Банай написал песню под названием «Улица ХаАгас, 1», в которой описывается жизнь и атмосфера семейного дома.
В 1976 году Рами Леви открыл свой первый магазин на улице Хашикма, — одной из улиц района Махане-Иегуда, — продающий клиентам продукты питания по оптовым ценам. Сегодня Rami Levy Hashikma Marketing (Тель-Авивская фондовая биржа:RMLI) является третьим по величине продуктовым ритейлером в Израиле.

## Предпраздничные рынки

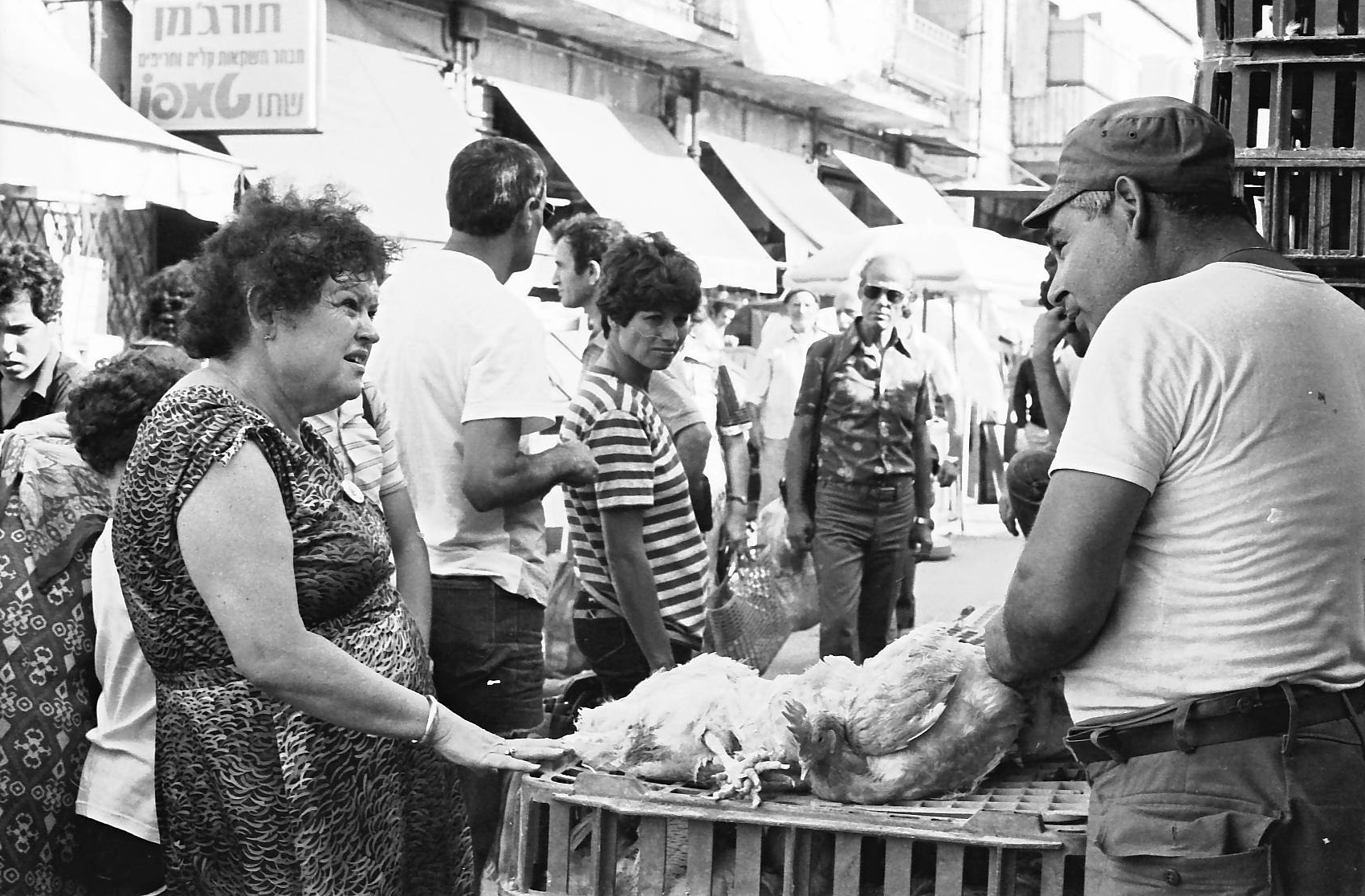
Торговец, продающий цыплят для капарот перед Йом-Киппуром, около 1983 года.

Перед Рош Ха-Шана, — Новым годом, — тысячи покупателей приходят на рынок за разными продуктами, в зависимости от различных праздничных традиций: это может быть всё, что угодно, от гранат, фиников и различных сортов мёда до рыбьих голов. В период между Рош Ха-Шана и Йом-Киппуром рядом с рынком Махане-Иегуда открывается шук капарот (рынок капарот), где постоянные клиенты выполняют обряд вращения живой курицы над своими головами, символически перенося свои грехи на курицу, которую затем умерщвляют и жертвуют бедным. В дни, предшествующие празднику Суккот, в большой палатке на Яффской дороге напротив рынка размещается шук арба миним (рынок Четырёх растений), где торговцы продают лулавы, этроги и другие ритуальные принадлежности, используемые в этот праздник. Для других праздников, отмечаемых традиционными блюдами — такими, как суфганийот на Хануку или хаменташен на Пурим — рынок предлагает разнообразный выбор, причём иногда пуримские хаменташен продают торговцы, одетые в праздничные костюмы. Накануне еврейского праздника Ту би-Шват, — еврейского «Нового года деревьев», — на рынке добавляются специальные прилавки с семенами, орехами и сушёными фруктами по сниженным ценам.

## Террористические атаки
В последние годы террористических атак на рынке не было. Махане-Иегуда тщательно охраняется, поскольку он являлся целью террористических атак во время Второй интифады:
- 30 июля 1997 года 16 человек было убито и 178 ранено в результате двух последовательных взрывов смертников[51].
- 6 ноября 1998 года два террориста погибли в результате преждевременного взрыва их зарядов[52].
- 12 апреля 2002 года женщина-смертница подорвалась у входа на рынок, убив семерых и ранив 104 человека. Ответственность взяла на себя Бригада мучеников Аль-Аксы[53].